# 10 Things I Hate About You
10 Things I Hate About You es una película estadounidense de comedia adolescente de 1999, dirigida por Gil Junger y protagonizada por Julia Stiles, Heath Ledger, Joseph Gordon-Levitt, Andrew Keegan, David Krumholtz, Larisa Oleynik y Larry Miller. 
Es una adaptación sencilla y libre de La fierecilla domada, de William Shakespeare, situada en un instituto de educación secundaria de Estados Unidos. La película fue un inesperado éxito para sus dos jóvenes y entonces desconocidos protagonistas, Julia Stiles y Heath Ledger.

## Sinopsis
Las hermanas Stratford son muy distintas: Bianca (Larisa Oleynik) es la hermana popular que nunca ha salido con un chico, mientras que su hermana mayor, Kat (Julia Stiles) es algo arisca y con muy mal genio. Bianca conoce a Cameron (Joseph Gordon-Levitt), un chico nuevo en el colegio que se enamora de ella, pero solo tiene un impedimento por parte del padre de Bianca: ella solo podrá salir con un chico una vez que su hermana lo haga primero. Cameron y su amigo Michael idean un plan para que un chico rico, Joey Donner (Andrew Keegan), contrate a un chico suficientemente arriesgado para salir con Kat. El escogido es Patrick Verona (Heath Ledger), un joven sombrío con un misterioso pasado y una reputación algo dudosa.

## Argumento
Cameron James, un nuevo estudiante en la Padua High School en el área de Seattle, se enamora instantáneamente de la popular estudiante de segundo año Bianca Stratford. Su compañero Michael Eckman le advierte que Bianca es insípida y engreída, y que su padre sobreprotector no permite que ni ella ni su hermana mayor, tengan citas. Kat, una estudiante de último año, es aceptada en el Sarah Lawrence College en Nueva York, pero su padre, Walter, quiere que se quede cerca de casa. Bianca desea salir con Joey Donner, un chico de último año, pero Walter, un obstetra preocupado por el embarazo adolescente, no permitirá que sus hijas salgan hasta que se gradúen. Frustrado por la insistencia de Bianca y la rebeldía de Kat, Walter declara que Bianca podrá salir con alguien solo cuando Kat lo haga, sabiendo que la actitud antisocial de Kat hace que esto sea poco probable.
Cuando Cameron le pide a Bianca que salgan, ella le informa sobre la nueva regla de su padre y, como pretexto para poder salir con Joey, sugiere que Cameron encuentre a alguien dispuesto a salir con Kat. Cameron selecciona al "chico malo" Patrick Verona, pero Patrick lo espanta. Michael ayuda al convencer a Joey de que este le pague a Patrick para que salir con Kat, bajo el pretexto de que esto le permitirá a Joey salir con Bianca. Patrick acepta el trato, pero Kat rechaza sus primeros avances. Michael y Cameron lo ayudan buscando a Bianca para obtener información sobre los gustos y disgustos de Kat. Armado con este conocimiento, Patrick comienza a ganar el interés de Kat. Ella va a una fiesta con él, lo que permite que Bianca también vaya, para gran consternación de Walter.
En la fiesta, Kat se enfada cuando ve a Bianca con Joey, y reacciona emborrachándose. Patrick la atiende y Kat comienza a abrirse, expresando su interés en crear una banda. Sin embargo, cuando ella trata de besarlo, Patrick se aleja y Kat se marcha enfadada. Mientras tanto, Bianca ignora a Cameron, fijándose sólo en Joey, dejándolo abatido. Sin embargo, Bianca se da cuenta pronto de que Joey es superficial y está absorto en sí mismo, y le pide a Cameron que la lleve a casa. Cameron admite sus sentimientos hacia ella y su frustración por la forma en que lo ha tratado. Bianca responde besándolo.
Joey ofrece pagarle a Patrick para llevar a Kat al baile de graduación para que pueda llevar a Bianca. Patrick se niega inicialmente, pero cede cuando Joey le ofrece más dinero. Kat todavía está enfadada con Patrick, pero él se la gana al sorprenderla con el acompañamiento de la banda de música de la escuela, y ella lo ayuda a escapar a escondidas de detención. Ellos van a una cita que se vuelve romántica, pero Kat sospecha y se enfada cuando Patrick insiste en que vaya con él al baile de graduación, un evento al que ella se opone rotundamente. Bianca está irritada porque Cameron no la ha invitado al baile de graduación, por lo que acepta la invitación de Joey, pero Walter no le permitirá ir a menos que Kat también vaya. Kat le confiesa a Bianca que salió con Joey cuando eran estudiantes de primer año y, sucumbiendo a la presión de grupo, tuvo relaciones sexuales con él. Después se arrepintió y Joey la dejó, así que prometió no volver a hacer nada sólo porque todos los demás lo estuvieran haciendo. Bianca insiste en que puede tomar sus propias decisiones, por lo que Kat acepta ir al baile de graduación con Patrick, y Bianca decide ir con Cameron en lugar de Joey.
Todo va bien en el baile hasta que Bianca se entera de que Joey planeaba tener sexo con ella esa noche. Enfadado porque Bianca lo ha rechazado por Cameron, Joey revela su acuerdo con Patrick, lo que hace que Kat se vaya con el corazón roto. Joey golpea a Cameron, pero a su vez es golpeado por Bianca por haberla lastimado a ella, a Kat y a Cameron. Bianca y Cameron comparten otro beso.
Al día siguiente, Bianca se reconcilia con Kat y comienza a salir con Cameron. Walter admite que Kat es capaz de cuidarse sola y le da permiso para asistir al Sarah Lawrence College. Para una tarea en la que los estudiantes debían escribir su propia versión del Soneto 141 de William Shakespeare, Kat lee en voz alta un poema titulado "10 cosas que odio de ti", revelando que todavía ama a Patrick. Patrick la sorprende con una guitarra comprada con el dinero que Joey le pagó, y confiesa que se ha enamorado de ella. Kat lo perdona y los dos se reconcilian con un beso.

## Poema
Versión al español de España:

Odio como me hablas y también tu aspecto.

No soporto que lleves mi coche ni que me mires así.

Aborrezco esas botas que llevas y que leas mis pensamientos.

Me repugna tanto lo que siento que hasta me salen las rimas.

Odio que me mientas y que tengas razón.

Odio que alegres mi corazón, pero aún más que me hagas llorar.

Odio no tenerte cerca y que no me hayas llamado.

Pero sobre todo odio no poder odiarte, porque no te odio ni siquiera un poco, nada en absoluto.

Versión al español latino:

Odio como me hablas y tu forma de conducir.

Odio tu corte de cabello y lo que llegué a sentir.

Odio tus espantosas botas y que me conozcas bien.

Te odio hasta vomitar, que bien va a rimar

Odio que sepas pensar y que me hagas reír.

Odio que me hagas sufrir y odio que me hagas llorar.

Odio tanto estar sola y que no hayas llamado aún,

Pero más odio que no te pueda odiar, aunque estés tan loco, ni siquiera un poco lo he de intentar.

## Reparto
| Actor/actriz         | Personaje                |
| -------------------- | ------------------------ |
| Julia Stiles         | Katarina "Kat" Stratford |
| Heath Ledger         | Patrick Verona           |
| Larisa Oleynik       | Bianca Stratford         |
| Joseph Gordon-Levitt | Cameron James            |
| Larry Miller         | Dr. Stratford            |
| Andrew Keegan        | Joey Donner              |
| David Krumholtz      | Michael Eckman           |
| Susan May Pratt      | Mandella                 |
| Gabrielle Union      | Chastity Church          |
| Daryl Mitchell       | Mr. Morgan               |
| Allison Janney       | Ms. Perky                |
| David Leisure        | Mr. Chapin               |
| Greg Jackson         | "Scurvy"                 |
| Kyle Cease           | Bogey Lowenstein         |